# Királyi Magyarország
A Királyi Magyarország (angolul: Royal Hungary; németül: königliches Ungarn) egy, a 19-20. századi magyar történetírásban megjelent és gyakorlattá vált fogalom, mellyel a 16. században, a török invázió következtében megszületett három részre szakadt Magyar Királyság Habsburg-fennhatóság alá került részeit jelöli. A fogalom használata erősen kötődik a magyar protestáns és függetlenségi szemléletű történetírás hagyományaihoz. A második világháborút követően a Rákosi-, majd a Kádár-rendszer erősen ideologikus történeti irodalmában is bevett fogalom maradt, használatának revideálása a rendszerváltást követően valósult meg. Bár a magyar történettudományban általánosult a Királyi Magyarország helyett a Magyar Királyság megnevezés használata, a közoktatásban és a magyar társadalom döntő többségében a mai napig előbbi számít bevett fogalomnak.
Történettudományi szempontból a fogalom, Pálffy Géza történészt követve, három okból is elutasítandó:
- „(…) a Királyi Magyarország kifejezés helytelenül azt sugallja, mintha mint a 16-17. században több Magyarország vagy több Magyar Királyság (királyi vagy Habsburg, erdélyi vagy fejedelmi, török török vagy Thököly-féle kuruc, sőt akár szlavóniai stb.) létezett volna.”[1]
- 1541 után nem jött létre egy új magyar állam, amely 1686-ig állt volna fenn, a Magyar Királyság ebben az időszakban jogfolytonosan működött tovább
- a korszakban nem használták ezt a fogalmat, tehát a kortársak szerint sem jött létre új állam, a 16-17. században végig általános és bevett maradt a Habsburg-országrész regnum Hungariae (a Magyar Királyság latinul) néven való említése